# 3131 Mason-Dixon
3131 Mason-Dixon là một tiểu hành tinh vành đai chính với chu kỳ quỹ đạo là 1827.2968919 ngày (5.00 năm).
Nó được phát hiện ngày 24 tháng 1 năm 1982.